# حزب الحرية والعدالة
حزب الحرية والعدالة حزب سياسي مصري مدني ذو مرجعية إسلامية، أسسته جماعة الإخوان المسلمين في 6 يونيو 2011 وحمل شعار «نحمل الخير لمصر».
في 21 فبراير 2011 وبعد أيام قليلة من تنحي حسني مبارك إثر ثورة 25 يناير أعلن الدكتور محمد بديع المرشد العام للجماعة عن عزمها تأسيس الحزب ، كما أعلنوا أنه مفتوح لكل المصريين من مسلمين ومسيحيين. وتم تعيين المفكر المسيحي رفيق حبيب نائبًا لرئيس الحزب.
وفي يونيو 2011 شكل الحزب التحالف الديمقراطي من أجل مصر وهو تحالف مكون من مختلف القوي السياسية سواء الإسلامية أو الليبرالية أو الشيوعية وخاض تنافسًا مع تحالف الكتلة الإسلامية الذي شكله حزب النور السلفي خلال الانتخابات البرلمانية 2011 -2012. فاز حزب الحرية والعدالة في انتخابات مجلس الشعب المصري 2011-2012 بأغلبية كاسحة في «الفردي» وأغلبية نسبية في «القوائم» وحصل على إجمالي 213 مقعد في مجلس الشعب. عارض الحزب مظاهرات 30 يونيو وأعتبرها "ثورة مضادة"، وأعتبر عزل الجيش لمحمد مرسي "إنقلابًا عسكريًا".
صدر في 9 أغسطس 2014 حكما قضائيا بحل الحزب بعد تصنيف الإخوان منظمة إرهابية في 25 ديسمبر 2013م، وهو ما اعتبره الحزب حكما مسيسا بعد إقصاء القوى المناهضة للانقلاب الذي جرى في 3 يوليو 2013.

## التاريخ
وتعود أولي إشارات الجماعة لتأسيس حزب سياسي إلى عام 1996 إلا أنه تلت تلك الإشارة عملية اعتقالات في صفوف الجماعة ومحاكمات عسكرية لأعضائها. وبعد فوز الجماعة بنسبة 20% من مقاعد مجلس الشعب المصري عام 2005 قامت جماعة الإخوان المسلمين في عام 2007 بالإعلان عن برنامج لحزب سياسي -لكنها لم تعطه اسما في ذلك الوقت- وتم توزيع مسودة لبرنامج ذلك الحزب على عدد من الشخصيات السياسية بمصر والخارج، وقد أثار ذلك البرنامج ردود فعل متباينة بين مؤيد ومعارض ومتحفظ لأن الحزب هو امتداد سياسي لحركة الاخوان المسلمين التي لا يؤيدها بعض الناس ولكن يبقى لها مؤيدوها الكثيرون والمنتشرون في مصر وفي جميع أنحاء العالم.
وبعد ثورة 25 يناير التي أطاحت بالرئيس السابق حسني مبارك أعلنت الجماعة تأسيس حزب الحرية والعدالة واختارت الدكتور محمد سعد الكتاتني -رئيس الكتلة البرلمانية للإخوان المسلمين في مجلس الشعب 2005- وكيلا للمؤسسين. وبعد ذلك تم اختيار محمد مرسي رئيساً للحزب، وعصام العريان نائباً للرئيس، ومحمد سعد الكتاتني أميناً عاماً. كما تم اختيار المفكر المسيحي رفيق حبيب نائبا لرئيس الحزب.

## القيادات
- محمد سعد الكتاتني رئيس الحزب.محمد سعد الكتاتني (الرئيس)
- عصام العريان (نائب الرئيس)
- رفيق حبيب (نائب الرئيس)
- أسامة يس (أمين مساعد)
- محمد البلتاجي (أمين عام القاهرة)
- عمرو زكي (أمين مساعد القاهرة)

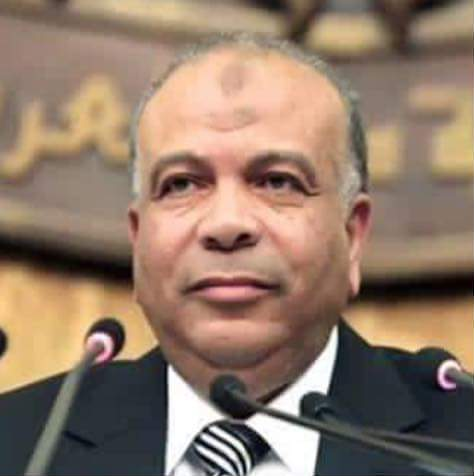
محمد سعد الكتاتني رئيس الحزب.

- كان الدكتور محمد سعد الكتاتني (قائم بأعمال الأمين العام حتى انتخاب بديل) - واستقال عن منصبه ليترشح لرئاسة مجلس الشعب.[11] وبعد حل مجلس الشعب ترشح لرئاسة الحزب وفاز في انتخابات نافسه فيها د عصام العريان.
- كان حسن البرنس المتحدث الرسمي باسم الحزب حتى تعيينه نائبًا لمحافظ الإسكندرية في أكتوبر 2012.

وغيرهم

## الحكم بحله
عقب أحداث 30 يونيو 2013 والإنقلاب على حكم الرئيس محمد مرسي، أُقيمت دعوى قضائية تطالب بحل الحزب. وفي 9 أغسطس 2014 حكمت المحكمة الإدارية العليا بحل الحزب، واستجابت المحكمة لقرار لجنة شؤون الأحزاب، الذي قررته بناءً على القرارات الصادرة من النائب العام بشأن ارتكاب قيادات وأعضاء حزب الحرية والعدالة، جرائم جنائية تمثلت في القتل والعنف والإرهاب ضد المواطنين، واستخدام مقرات الحزب في تخزين الأسلحة والمولوتوف والذخائر بما يتنافى مع القانون ونصوصه رقم 40 لسنة 77 بتنظيم عمل الأحزاب السياسية، وهي اتهامات ينفيها أعضاء الحزب جملةً.
ويذكر أن الحزب قد أعلن عدم اعترافه بأحداث 30 يونيو كثورة وإطلاقه لفظ إنقلاب على ما جرى في 3 يوليو. وعقَّبَ المتحدث الإعلامي للحزب على ذلك الحكم بأنه حكم مسيس بامتياز وصادر عن سلطة مغتصبة، وأنه لم يأت بجديد لأنه قد تم إقصاء كل القوى الثورية المناهضة للانقلاب.